# Sphrageidus
Sphrageidus is een geslacht van vlinders van de familie spinneruilen (Erebidae), uit de onderfamilie Lymantriinae.

## Soorten
- S. fervida Walker, 1863
- S. incommoda Butler, 1882
- S. lemuria Hering, 1926
- S. perixesta Collenette, 1954
- S. producta Walker, 1863
- S. putilla Saalmüller, 1884
- S. similis Fuessly, 1775
- S. virguncula Walker, 1855
- S. xanthorrhoea Kollar, 1848